# WX300K
WX300Kは、ウィルコムへ供給された京セラ製のPHS端末（AIR-EDGE PHONE）である。

## 概要
同時期に発売された、WX310Kの廉価版というコンセプトで発売された。この系統は、WX320Kに引き継がれている。

## 沿革
- 2005年11月25日 - 発売